# Bandiera di San Diego
La bandiera di San Diego, in California, consiste in tre linee verticali (una rossa, una bianca e una gialla) e un sigillo al centro raffigurante la città. La data del sigillo (1542) corrisponde all'anno in cui Juan Rodríguez Cabrillo entrò nella Baia di San Diego dichiarando l'intera regione spagnola.
È stata disegnata il 16 ottobre 1934 da Albert V. Mayrhofer.